# 君を離さない
君を離さない （きみをはなさない）は米米CLUBの27枚目のシングル。2006年8月30日発売。発売元はSony Music Records。

## 概要
1997年3月に解散した米米CLUBが9年ぶりの再結成を行い復帰第三弾シングル。本作は「新米CD+新舞DVD」3部作ではなく、日本テレビ系列「ドラマ・コンプレックス」主題歌。歌詞の中に「君がいるだけで」の歌詞の一部が入っている。カップリング曲は全て同曲のリアレンジバージョン。

## 収録曲
1. 君を離さない
(作詞・作曲・編曲:米米CLUB)
2. 君を離さない(instrumental version)
(作曲・編曲:米米CLUB)
3. 君を離さない(piano solo version)
(作曲・編曲:米米CLUB)
4. 君を離さない(backtracks)
(作曲・編曲:米米CLUB)

## 参加ミュージシャン

### KOME KOME CLUB
- ジェームス小野田（小野田安秀）：ボーカル
- カールスモーキー石井（石井竜也）：ボーカル
- BON（大久保謙作）：ベース
- ジョプリン得能（得能律郎）：ギター
- BE（林部直樹）：ギター
- RYO-J（坂口良治）：ドラムス
- フラッシュ金子（金子隆博）：キーボード、サクソフォーン、コーラス
- MINAKO（金子美奈子）：ダンサー、コーラス
- MARI（天ヶ谷真利）：ダンサー、コーラス、パーカッション

### ADDITIONAL MUSICIANS
- 弦一徹：ストリングス（#1、#2、#4）
- 江草啓太：アコースティックピアノ（#2、#3）